# SS Delphine (1921)
SS Delphine — яхта, построенная в 1921 году. На 2022 год корабль всё ещё находится в строю.

## История
Яхта «SS Delphine» была построена в 1921 года по заказу Горация Доджа, который являлся пионером американского автомобильного производства и соучредителем автомобильной компании Dodge Brothers.
В 1926 году яхта загорелась и затонула в Нью-Йорке. Позднее была восстановлена и отреставрирована.
В 1940 году «SS Delphine» получил повреждение, после того как сел на мель в районе Великих озер. Позднее, отремонтирован.
В январе 1942 года яхта «SS Delphine» была приобретена ВМС США и переименована в USS «Dauntless» (PG-61) («Неустрашимый»), служила в качестве флагмана для адмирала Эрнеста Кинга, главнокомандующего флота США и начальника военно-морских операций. На её борту американский президент Франклин Делано Рузвельт встречался с британским премьером Уинстоном Черчиллем перед знаменитой Ялтинской конференцией.
После окончания Второй мировой войны, в 1945 году она была продана обратно Анне Додж, жене Горация Доджа. Яхта вернула себе первоначальное имя «SS Delphine», а также восстановила гражданский статус.
В 1997 году яхту выкупил один бельгийский предприниматель. На возвращение судну первозданного облика пришлось потратить $60 млн. Реставраторы восстановили первоначальный облик судна.